# Топорня
Топо́рня (Топо́рок) — местечко в Кирилловском районе Вологодской области.
Входит в состав Алёшинского сельского поселения, с точки зрения административно-территориального деления — в Иванов Бор (Вологодская область) сельсовет.
Данный населённый пункт находится на месте соединения реки Шексны и Топорнинского канала. Топорнинский канал соединяет Сиверское озеро с Волго-Балтийским водным путём.
Расстояние до районного центра Кириллова по автодороге — 11 км, до центра муниципального образования Шиндалово по прямой — 7 км. Ближайшие населённые пункты — Алёшино, Ананьино, Соколье.

По переписи 2002 года население — 134 человека (69 мужчин, 65 женщин). Преобладающая национальность — русские (99 %).
- Топорня в 1909 году.
Фото С. М. Прокудина-Горского
- Крестьянки с ягодами у избы, 1909 год. Фотография С. М. Прокудина-Горского.